# Fabien Giroix

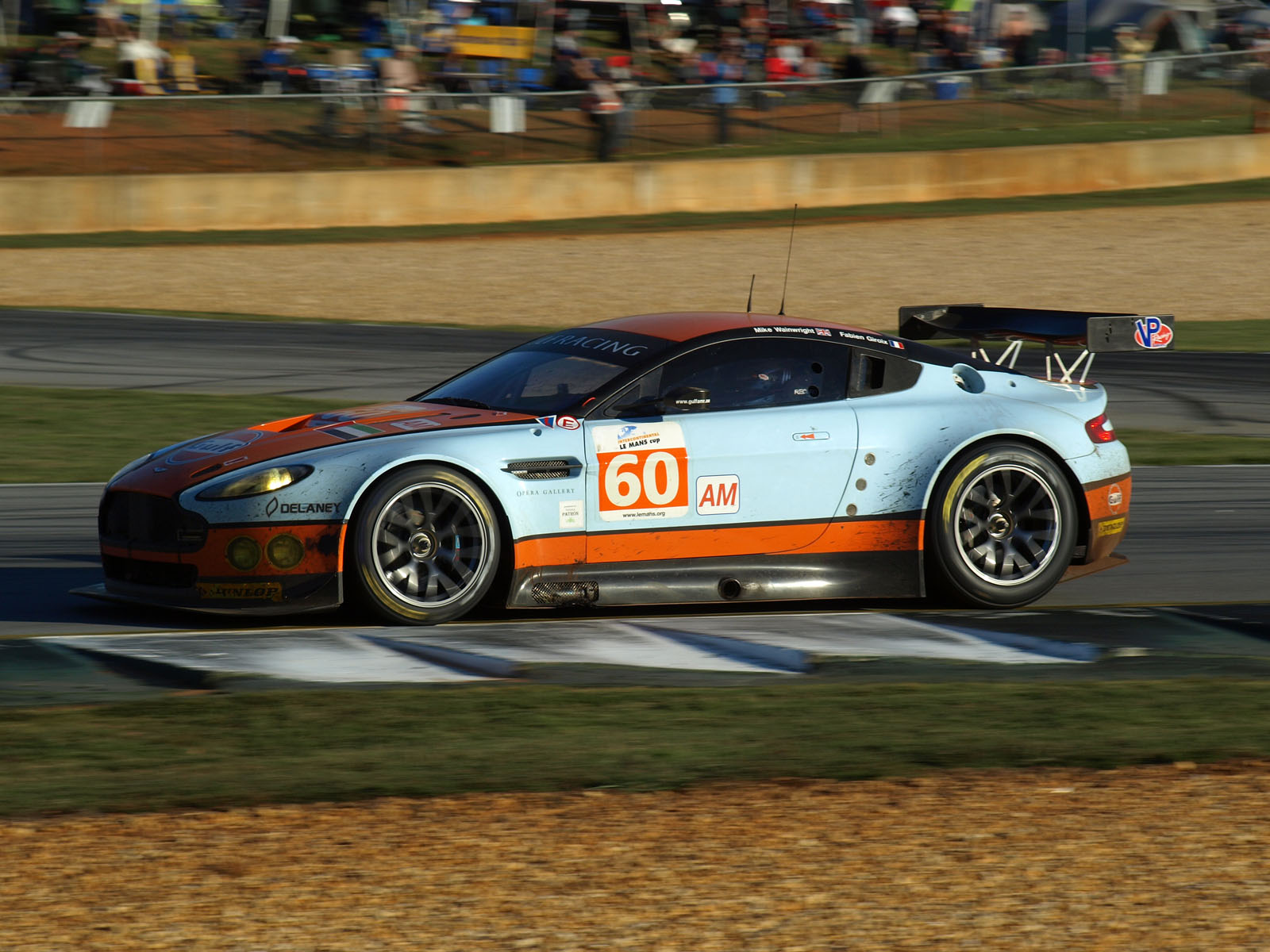
Fabien Giroix im Aston Martin V8 Vantage GT2 beim Petit Le Mans 2011

Fabien François Giroix (* 17. September 1960 in Saint-Maur-des-Fossés) ist ein ehemaliger französischer Automobilrennfahrer.

## Karriere
Fabien Giroix fuhr 1984 bis 1988 in der Tourenwagen-Europameisterschaft mit den BMW-Modellen wie den 635 CSi oder später den M3. 1987 wurde er französischer Tourenwagenmeister. Zuvor hatte er 1986 in der Formel 3 die Möglichkeit im David-Price-Team auf einem Reynard 863 Alfa Romeo eine Monoposto-Karriere zu starten, die dann 1988 in der Formel-3000-Europameisterschaft mit einem Lola T88/50 Cosworth auf dem 17. Gesamtrang endete.
1989 erfolgte das Angebot von BMW, an einer kompletten Saison der DTM teilzunehmen. Giroix hatte bei einem kurzen Gastspiel in der Saison 1987 dort bereits einen Sieg in einem Alpina BMW M3 erreicht. Nachdem er mit seinem Schnitzer-BMW-M3 lange die Meisterschaft angeführt und einen Sieg beim 24-Stunden-Rennen auf dem Nürburgring eingefahren hatte, kam er am Ende der Saison 1989 auf den dritten Gesamtrang. 1990 holte er mit dem Schnitzer-Team den neunten Platz in der DTM sowie den Sieg beim 24-Stunden-Rennen von Spa-Francorchamps. 1991 wechselte Giroix in der DTM die Marke und das Team, und zwar von BMW zu Mercedes und zum Rennstall Snobeck. Dort beendete er seine letzte DTM-Saison mit dem 23. Platz.
1992 und 1993 fuhr Giroix in der französischen Tourenwagen-Meisterschaft in einem BMW bzw. Seat. 1993 gründete er sein eigenes Team, das Giroix Racing Team (GRT). 1994 und 1995 setzte er sein Team im Porsche Supercup ein, bevor er sich Anfang 1995 einen McLaren F1 GTR besorgte und damit in der BPR-GT-Serie startete. 1996 und 1997 fuhr er dann mit Lotus mit den Modellen Esprit V8 und Elise GT in der BPR- und FIA-GT1-Serie.
2000 versuchte Giroix ein Comeback mit dem FIRST-Team und einem Ferrari 550 Maranello. Er stieg aus und fuhr Jet-Ski-Rennen von 2001 bis 2003. 2004 fand er wieder Gefallen an Autorennen und fuhr mit dem FIRST-Team sporadisch in der FFSA-GT-Meisterschaft.
2007 setzte er seinen alten Lotus Elise GT1 in der GT90-Serie ein. 2008 brachte er mit seinem Rennstall Team First Centreville in der Speedcar-Serie zwei Fahrzeuge an den Start und nahm auch als Fahrer an allen Rennwochenenden teil.
2010 fuhr er teilweise in der französischen GT-Serie sowie sporadisch in der FIA-GT3-Europameisterschaft und der Le Mans Series. Im folgenden Winterhalbjahr wurde er mit drei Siegen Dritter in der GT-Meisterschaft der Vereinigten Arabischen Emirate. 2011 trat er zu sechs von sieben Rennen des Intercontinental Le Mans Cups (einmal im Rahmen der American Le Mans Series) an und hatte außerdem einzelne Einsätze in der FIA-GT1-Weltmeisterschaft, der Le Mans Series, der Blancpain Endurance Series und der BOSS-GP-Serie.

### Le-Mans-Ergebnisse
| Jahr | Team                    | Fahrzeug                    | Teamkollege          | Teamkollege         | Platzierung | Ausfallgrund |
| ---- | ----------------------- | --------------------------- | -------------------- | ------------------- | ----------- | ------------ |
| 1995 | Giroix Racing Team      | McLaren F1 GTR              | Olivier Grouillard   | Jean-Denis Delétraz | Rang 5      |              |
| 1996 | Kokusai Kaihatsu Racing | McLaren F1 GTR              | Maurizio Sandro Sala | Jean-Denis Delétraz | Ausfall     | Motorschaden |
| 2011 | Gulf AMR Middle East    | Aston Martin V8 Vantage GT2 | Roald Goethe         | Mike Wainwright     | Ausfall     | Unfall       |
| 2012 | Gulf Racing Middle East | Lola B12/80                 | Ludovic Badey        | Stefan Johansson    | Ausfall     |              |
| 2013 | Gulf Racing Middle East | Lola B12/80                 | Philippe Haezebrouck | Keiko Ihara         | Ausfall     | Motorschaden |

### Sebring-Ergebnisse
| Jahr | Team                 | Fahrzeug                | Teamkollege   | Teamkollege     | Platzierung | Ausfallgrund |
| ---- | -------------------- | ----------------------- | ------------- | --------------- | ----------- | ------------ |
| 2011 | Gulf AMR Middle East | Aston Martin V8 Vantage | Roald Goethe  | Mike Wainwright | Ausfall     | Mechanik     |
| 2012 | Gulf AMR Middle East | Lola B12/80             | Maxime Jousse | Jan Charouz     | Rang 44     |              |